# Psotník
Psotník (nebo jen konvulse od latinského convulsio – křeče) je zastaralý název choroby, uváděný jako příčina úmrtí u malých dětí. Jednalo se pravděpodobně o tetanické křeče (tj. křeče způsobené většinou nedostatkem vápníku, popř. hořčíku) spojené s bezvědomím. Vzhledem k nízké úrovni medicínských znalostí byly jako psotník zpravidla označovány jakékoliv křeče, které vedly k úmrtí dítěte v raném věku.
Slovo psotník se používá i v přeneseném významu („já z toho dostanu psotník“ = velmi jsem se lekl), a to v důsledku mylné domněnky, že příčinou psotníku bylo leknutí.